# Bunium tenerum
Bunium tenerum är en flockblommig växtart som beskrevs av Heinrich Carl Haussknecht. Bunium tenerum ingår i släktet jordkastanjer, och familjen flockblommiga växter. Inga underarter finns listade i Catalogue of Life.